# Coup d'État de 1944 en Bulgarie
Seconde Guerre mondiale
Batailles
Europe
- Pologne
- Drôle de guerre
- Guerre d'Hiver
- Danemark et Norvège
- France et Benelux
- Angleterre
- Balkans
- Front de l'Est
- Finlande
- Sicile
- Italie
- Laponie
- Front de l'Ouest (1944-1945)

Asie-Pacifique
- Chine
- Océan Pacifique
- Indochine française
- Asie du Sud-Est
- Birmanie et Inde
- Pacifique Sud-Ouest
- Japon
- Mandchourie et Corée du Nord

Méditerranée et Moyen-Orient
- Afrique du Nord
- Afrique de l'Est
- Mer Méditerranée
- Mer Adriatique
- Malte
- Yougoslavie
- Irak
- Syrie-Liban
- Iran
- Italie
- Dodécanèse
- Sud de la France

Autres campagnes
- Océan Atlantique
- Océan Arctique
- Bombardements stratégiques
- Amériques
- Afrique occidentale française
- Océan Indien

Coup d'État
- Yougoslavie
- Irak
- Italie
- Roumanie
- Bulgarie
- Hongrie

Le coup d'État bulgare de 1944, également connu sous le nom de coup d'État du 9 septembre (bulgare : Деветосептемврийски преврат) est un épisode du Royaume de Bulgarie de la Seconde Guerre mondiale. Organisé par le Front patriotique dirigé par Damian Veltchev, alliance du mouvement corporatiste Zveno, des sociaux-démocrates, de l'union agrarienne et du parti communiste, il permet de renverser le gouvernement pro-nazi du Premier ministre Konstantin Mouraviev. En Bulgarie communiste, ce coup d'État est appelé Soulèvement du peuple du 9 septembre – en raison des troubles généralisés et de la Révolution socialiste – car il s'agit d'un tournant politique et du début de réformes radicales vers le socialisme.

## En bref
La Bulgarie demeure dans une situation précaire, toujours dans la sphère d'influence de l'Allemagne nazie (en tant qu'ancien membre des puissances de l'Axe, les troupes allemandes occupent dans le pays malgré la neutralité bulgare déclarée 15 jours plus tôt), mais reste sous la menace d'une guerre avec les première puissance militaire de l'époque, notamment l'Union soviétique. L'URSS déclare finalement la guerre au Royaume de Bulgarie le 5 septembre 1944 et des unités de son troisième front ukrainien de l'Armée rouge franchissent le Danube 3 jours après. Les troupes bulgares, malgré les ordres reçus, n'opposent pas de résistance. Dans le même temps, le Front patriotique bulgare (FF) proclame partout l'insurrection générale, contre l'occupant allemand. Des manifestations, des grèves, des révoltes s’ensuivent dans de nombreuses villes et villages (6-7 septembre) et le pouvoir du gouvernement local est pris par les forces du Front patriotique (sans l'aide de l'Armée rouge) à Varna, Burgas, etc.
Le coup d'État est organisé par la coalition politique du Front de la patrie (dirigée par les communistes bulgares) et exécuté par des unités pro-FF de l'armée bulgare et les forces partisanes bulgares de l'Armée populaire de libération de la révolte (Народоосвободителна въстаническа армиna, vo ; Vastanicheska armiya, NOVA).
En conséquence directe, le gouvernement légal du Premier ministre Konstantin Muraviev est renversé et remplacé par un gouvernement des FF dirigé par Kimon Georgiev. La Bulgarie rejoint immédiatement la coalition antinazie des Alliés de la Seconde Guerre mondiale et participe au conflit mondial. Le Royaume de Bulgarie deviendra une république après le référendum de la république bulgare en 1946. Des changements politiques, économiques et sociaux à grande échelle sont introduits dans le pays. Le coup d'État aboutit à l'entrée de la Bulgarie dans la sphère d'influence soviétique et ensuite à la république populaire de Bulgarie, qui dura 45 ans.

## Contexte
Le 26 août 1944, le gouvernement d'Ivan Bagryanov avait déclaré oralement la neutralité de la Bulgarie dans la guerre sous la menace de l'offensive de l'Armée rouge en Roumanie voisine. Dans le même temps, en Égypte, le gouvernement avait entamé des pourparlers de paix séparés avec le Royaume-Uni et les États-Unis, espérant obtenir l'envoi de troupes britanniques et américaines en Bulgarie. Le même jour, le Comité central du Parti des travailleurs bulgares (BWP) proclame l'accession au pouvoir par le biais d'un soulèvement populaire comme sa tâche officielle.
Un gouvernement de l'Union nationale agraire bulgare (BANU) « Vrabcha 1 », jusque-là dans l'opposition, est formé le 2 septembre 1944, dirigé par Konstantin Muraviev. Il poursuit les pourparlers de paix, déclare son soutien aux réformes démocratiques et ordonne le retrait des troupes de l'armée allemande de Bulgarie. Dans le même temps, les actions de guérilla des partisans prennent de l’ampleur, l'alliance avec l'Allemagne nazie n'est pas dissoute et aucune tentative n'est faite pour normaliser les relations avec Moscou, forçant l'Union soviétique à traiter le nouveau gouvernement avec suspicion. Le 5 septembre 1944, l'Union soviétique déclare la guerre à la Bulgarie.
Le Comité central du BWP et l'état-major de l'Armée populaire de libération de la révolte mettent en œuvre le 5 septembre la planification d'un coup d'État. Le plan est détaillé peu avant le 8 septembre. Selon le plan, les actions coordonnées des partisans, des groupes de combat du Parti communiste bulgare et des détachements de l'armée pro-Front de la Patrie prendraient le pouvoir et le contrôle effectif du gouvernement dans la nuit du 9 septembre. L'objectif déclaré du coup d'État est le « renversement des autorités fascistes et l'établissement du pouvoir démocratique populaire du Front de la Patrie ».
Les troubles commencent dans toute la Bulgarie les 6 et 7 septembre, avec les grèves des mineurs de Pernik et des employés du tramway de Sofia, ainsi que les grèves générales à Plovdiv et Gabrovo. Les prisons de Pleven, Varna et Sliven voient leurs prisonniers politiques libérés ; 170 localités sont prises par des détachements de partisans entre le 6 septembre et le 8 septembre. Dans de nombreuses villes et villages, les grèves et les réunions se transforment en affrontements armés avec la police, faisant des victimes des deux côtés. Le 8 septembre, l'Armée rouge entre en Bulgarie sans opposition sur ordre du nouveau gouvernement bulgare.

## Coup d'État
À la veille du 9 septembre, des unités de l'armée et des détachements du Front de la Patrie capturent des emplacements clés à Sofia, tels que le ministère de la Guerre, le ministère de l'Intérieur, la poste, le télégraphe, la radio, la gare, etc. Tôt le matin, le nouveau Premier ministre Kimon Georgiev informe les gens à la radio du remaniement :

« Avec la pleine conscience qu'il est une voix vraie et pleine de la volonté populaire, le Front de la Patrie assume en cette heure fatidique et des conditions difficiles le gouvernement du pays afin de le sauver de la destruction. »

Le 9 septembre, suivant l'ordre du NOVA (bg) du commandant en chef Dobri Terpeshev (en), toutes les unités partisanes descendues des montagnes et des villages et ont pour objectif de reprendre les gouvernements des villes. Dans la plupart des endroits, les insurgés ne rencontrent pas beaucoup de résistance, mais dans d'autres cas, les unités de l'armée et de la police fidèles à l'ancien gouvernement opposent une résistance violente aux forces du Front de la patrie. Dans les villes de Sofia, Plovdiv, dans la région de Pernik, Shumen et Haskovo, les partisans de l'ancien régime sont vaincus par une action militaire avec l'armée passant sous le contrôle effectif du Front de la patrie. La mise en place de la nouvelle direction a lieu au plus tard à Haskovo, où des partisans et autres antifascistes s'emparent de la caserne d'artillerie le 12 septembre, mais font de nombreuses victimes, les négociations avec les commandants n'ayant pas abouti à un compromis.
Au 9 septembre, l'Armée rouge n'avait pas atteint Sofia mais restait dans le nord-est de la Bulgarie. Comme les communistes bulgares étaient capables d'assumer le pouvoir sans aucune aide, les commandants de l'Armée rouge décident de ne pas se précipiter avec une prise de la capitale.

## Nouveau gouvernement
Le gouvernement du Front de la patrie comprend des représentants alliance du parti communiste, du mouvement corporatiste Zveno, des sociaux-démocrates et de l'union agrarienne. L'ancien Premier ministre Konstantin Muraviev est arrêté, de même que les régents du tsar Siméon II, des membres de l'ancien gouvernement et certains chefs de détachement de l'armée. Le 10 septembre, la police est supprimée et remplacée par une milice populaire composée principalement de partisans récents ; 8 130 prisonniers politiques sont libérés des prisons, et les camps de concentration de l'ancien régime (par ex. Gonda voda, Krasto pole, Lebane) sont fermés. Les organisations fascistes sont interdites, de même que leurs publications. Les anciens régents, le prince Cyrille, Bogdan Filov et Nikola Mihov, sont exécutés en février. Le 8 septembre 1946, un référendum sur l'avenir de la monarchie a lieu. Sur la base des résultats du référendum, la Bulgarie est déclarée république populaire le 15 septembre 1946.

## Conséquences

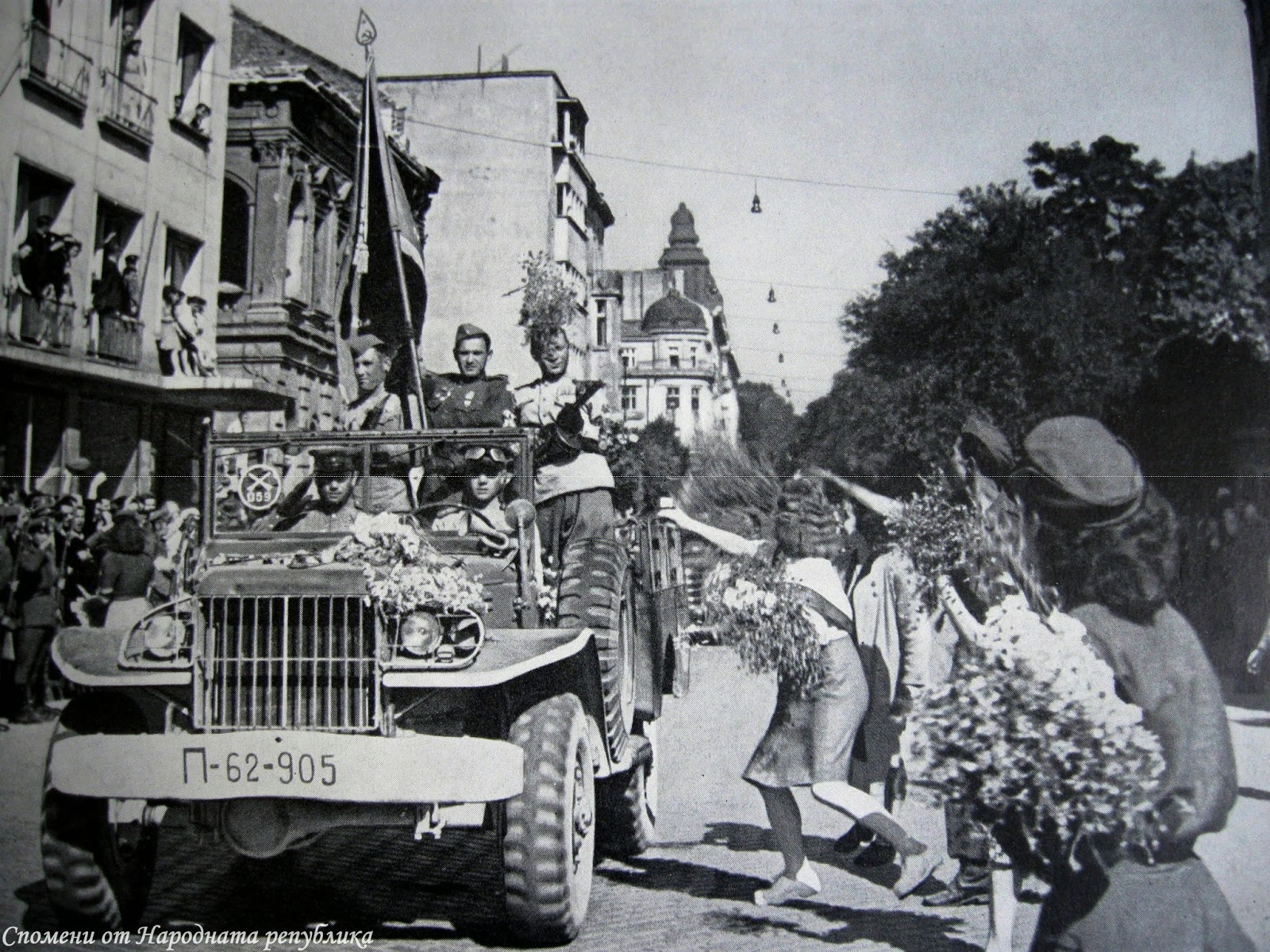
Troupes soviétiques entrant à Sofia après le coup d'État, en septembre 1944.

Le 9 septembre 1944, l'armée bulgare rejoint le troisième front ukrainien et contribue à la défaite du nazisme en Europe, aidant à chasser les Allemands d'une grande partie de la Yougoslavie et de la Hongrie, atteignant jusqu'à Klagenfurt (Autriche) en avril 1945. Le traité de Paris de 1947 confirme le rattachement de la Dobroudja du Sud à la Bulgarie (qu'elle avait acquise en 1940 par le traité de Craiova) alors que les territoires sur les bords de la mer Égée sont restitués à la Grèce. 
Le gouvernement de Kimon Georgiev établit en décembre 1944 le tribunal populaire (en) conformément à l'obligation internationale de la Bulgarie de condamner les personnes (ministres, etc.) coupables la participation bulgare au conflit, devenant l'une des principales hélices de la vague de terreur dans le pays. Entre 20 000 et 40 000 personnes sont tuées ou portées disparues au cours des quatre premiers mois qui suivent l'installation du régime communiste en Bulgarie.
Les communistes bulgares (leur Parti des travailleurs rebaptisé Parti communiste) consolident leur rôle de leader dans la coalition du Front de la patrie, réduit ses membres de 5 à 2 partis politiques (avec l'Union agraire) et conduisent le pays successivement et progressivement sur la voie du socialisme (d'après le modèle soviétique).
La Constitution de Tarnovo est renversée et remplacée en 1947 par la nouvelle Constitution après le référendum réussi de la république en 1946.